# Gao Han
Gao Han, född 3 juli 1971, är en friidrottare från Kina. Hon deltog vid olympiska sommarspelen 1992.